# Харамош
Харамош (англ. Haramosh, урду ہراموش چوٹی, зап. пандж. ہراموش) (7397 м.) — одна из высоких горных вершин в Пакистане, входит в горную систему Каракорум. Относительная высота - 2277 м. 67 по высоте в мире. В 65 км от вершины расположен город Гилгит.

## Восхождения
Первое восхождение — 1947 год, швейцарская экспедиция. В 1955 году состоялось второе восхождение, германские альпинисты покорили вершину.[уточнить]
В 1998 году у пика Харамош был застрелен грабителями американский путешественник и альпинист Нед Джиллетт.